# Eptatretus indrambaryai
Eptatretus indrambaryai – gatunek bezżuchwowca z rodziny śluzicowatych (Myxinidae).

## Zasięg występowania
Występuje w Morzu Andamańskim.

## Cechy morfologiczne
Dorasta do 43,7 cm długości.

## Biologia i ekologia
Spotykana na głębokości 267–400 m.